# La balia (Markarīs)
La balia è un romanzo di Petros Markarīs, pubblicato nel 2008 in Grecia e nel 2009 in italiano dalla casa editrice Bompiani.
È il quinto romanzo della serie dedicata al commissario Kostas Charitos.

## Trama
Il commissario Charitos si trova in vacanza ad Istanbul, assieme alla moglie Adriana, per dimenticarsi dei problemi seguiti alla decisione di sua figlia Caterina di sposarsi con rito civile. Durante una serata al ristorante viene contattato da uno scrittore greco originario di Istanbul che gli chiede di aiutarlo ad indagare sulla scomparsa della sua vecchia balia.
Seppur inizialmente riluttante, il commissario accetta di mettersi in contatto con la polizia turca e scopre che la scomparsa della vecchia nasconde invece una serie di vendette personali per fatti ormai quasi sepolti nel tempo.
Assieme al collega turco-tedesco Murat, Charitos inizia ad indagare all'interno della minoranza romea rimasta a Istanbul, seguendo le tracce della vecchia Maria Hambou decisa a chiudere tutti i conti in sospeso prima di lasciarsi morire.

## Edizioni
- Petros Markarīs, La balia, Seconda ed., collana Tascabili, Bompiani, 2010,  pp. 288, cap. 30, ISBN 978-88-452-6471-9.